# Бюсьяр
Бюсья́р (фр. Bussiares) — коммуна во Франции, находится в регионе Пикардия. Департамент коммуны — Эна. Входит в состав кантона Виллер-Котре. Округ коммуны — Шато-Тьерри.
Код INSEE коммуны — 02137.

## Население
Население коммуны на 2010 год составляло 122 человека.
| 1962 | 1968 | 1975 | 1982 | 1990 | 1999 | 2010 |
| ---- | ---- | ---- | ---- | ---- | ---- | ---- |
| 84   | 89   | 57   | 60   | 75   | 101  | 122  |

## Экономика
В 2010 году среди 74 человек трудоспособного возраста (15—64 лет) 62 были экономически активными, 12 — неактивными (показатель активности — 83,8 %, в 1999 году было 72,9 %). Из 62 активных жителей работали 59 человек (31 мужчина и 28 женщин), безработных было 3 (1 мужчина и 2 женщины). Среди 12 неактивных 6 человек были учениками или студентами, 0 — пенсионерами, 6 были неактивными по другим причинам.